# Zagzagel
Zagzagel ("Splendore di Dio" o "Splendore divino" in ebraico) è un angelo secondo il folclore ebraico, mai menzionato nella Bibbia ebraica. È colui che porta con sé la luce della verità ed è inoltre l'angelo del fonte battesimale. Si può trovare scritto anche come Zagzagael, Zagnzagiel e Zamzagiel.

## Descrizione
Zagzagel genericamente è descritto come uno degli angeli messaggeri di Dio che porta i voleri divini agli uomini sulla Terra. Inoltre Zagzagel offre la capacità di ascoltare con pazienza e vedere dentro di sé a gli uomini.

## Storia
Secondo testi ebraici Zagzagel si manifesto a Mosè sotto forma di roveto che ardeva ma non si consumava, e consegno a Mosè il messaggio di Dio, che disponeva di rendere libero il popolo ebreo dalla schiavitù del Faraone egiziano. Inoltre secondo la tradizione, aiutò Michele e Gabriele a seppellire Mosè.